# Kokolibou
Kokolibou est une localité du département de Dissin, dans la province d’Ioba (région du Sud-Ouest) au Burkina Faso. En 2006, cette localité comptait 1 209 habitants dont 51.2% de femmes.